# Słowacja na Zimowych Igrzyskach Olimpijskich 2006
Słowację na Zimowych Igrzyskach Olimpijskich 2006 reprezentowało pięćdziesiąt osiem zawodników. Na tych igrzyskach niepodległa Słowacja po raz pierwszy w swojej historii wywalczyła medal.

## Medale
| Medal  | Zawodnik       | Dyscyplina   | Konkurencja | Rezultat |
| ------ | -------------- | ------------ | ----------- | -------- |
| Srebro | Radoslav Židek | Snowboarding | Snowcross   |          |

## Skład kadry

### Biathlon
Mężczyźni
| Zawodnik                                                    | Konkurencja         | czas biegu | Kary | Pozycja |
| ----------------------------------------------------------- | ------------------- | ---------- | ---- | ------- |
| Pavol Hurajt                                                | Sprint mężczyzn     | 28:17,8    | 1    | 29.     |
| Miroslav Matiaško                                           | Sprint mężczyzn     | 29:13,0    | 2    | 51.     |
| Matej Kazár                                                 | Sprint mężczyzn     | 29:29,4    | 1    | 57.     |
| Marek Matiaško                                              | Sprint mężczyzn     | 30:11,0    | 6    | 71.     |
| Pavol Hurajt                                                | Bieg pościgowy      | 38:20,6    | 2    | 24.     |
| Miroslav Matiaško                                           | Bieg pościgowy      | 41:32,5    | 6    | 49.     |
| Matej Kazár                                                 | Bieg pościgowy      | 42:46,6    | 7    | 52.     |
| Marek Matiaško                                              | Bieg masowy         | 50:11,1    | 3    | 27.     |
| Marek Matiaško                                              | Bieg indywidualny   | 55:48,6    | 1    | 5.      |
| Pavol Hurajt                                                | Bieg indywidualny   | 58:49,6    | 3    | 29.     |
| Miroslav Matiaško                                           | Bieg indywidualny   | 59:43,8    | 3    | 38.     |
| Dušan Šimočko                                               | Bieg indywidualny   | 1:01:37,8  | 4    | 56.     |
| Pavol Hurajt Dušan Šimočko Miroslav Matiaško Marek Matiaško | Sztafeta 4 × 7,5 km | 1:27:44,9  | 3    | 14.     |

Kobiety
| Zawodniczka                                                         | Konkurencja               | czas biegu          | Kary                | Pozycja             |
| ------------------------------------------------------------------- | ------------------------- | ------------------- | ------------------- | ------------------- |
| Martina Halinárová                                                  | Sprint kobiet - 7,5 km    | 23:32,8             | 0                   | 16.                 |
| Soňa Mihoková                                                       | Sprint kobiet - 7,5 km    | 24:09,9             | 1                   | 27.                 |
| Marcela Pavkovčeková                                                | Sprint kobiet - 7,5 km    | 24:11,1             | 0                   | 29.                 |
| Anna Murínová                                                       | Sprint kobiet - 7,5 km    | 24:32,1             | 1                   | 38.                 |
| Anna Murínová                                                       | Bieg pościgowy - 10 km    | Nie ukończyła biegu | Nie ukończyła biegu | Nie ukończyła biegu |
| Martina Halinárová                                                  | Bieg pościgowy - 10 km    | Nie ukończyła biegu | Nie ukończyła biegu | Nie ukończyła biegu |
| Soňa Mihoková                                                       | Bieg pościgowy - 10 km    | Nie ukończyła biegu | Nie ukończyła biegu | Nie ukończyła biegu |
| Marcela Pavkovčeková                                                | Bieg pościgowy - 10 km    | Nie ukończyła biegu | Nie ukończyła biegu | Nie ukończyła biegu |
| Marcela Pavkovčeková                                                | Bieg indywidualny - 15 km | 52:52,8             | 3                   | 22.                 |
| Martina Halinárová                                                  | Bieg indywidualny - 15 km | 55:17,7             | 4                   | 34.                 |
| Soňa Mihoková                                                       | Bieg indywidualny - 15 km | 56:29,5             | 5                   | 47.                 |
| Janka Gereková                                                      | Bieg indywidualny - 15 km | 58:37,2             | 5                   | 59.                 |
| Anna Murínová Marcela Pavkovčeková Martina Halinárová Soňa Mihoková | Sztafeta 4 × 6 km         | 1:21:55,5           | 0                   | 10.                 |

### Biegi narciarskie
Mężczyźni
| Zawodnik                    | Konkurencja          | czas      | Pozycja |
| --------------------------- | -------------------- | --------- | ------- |
| Ivan Bátory                 | Bieg na 15 km        | 40:26,1   | 26.     |
| Martin Bajčičák             | Bieg na 15 km        | 40:35,6   | 28.     |
| Michal Malák                | Bieg na 15 km        | 44:52,9   | 73.     |
| Martin Bajčičák             | Bieg łączony         | 1:17:08,7 | 8.      |
| Ivan Bátory                 | Bieg łączony         | 1:18:58,2 | 24.     |
| Michal Malák                | Bieg łączony         | 1:23:39,9 | 53.     |
| Martin Bajčičák             | Bieg na 50 km        | 2:06,24,9 | 14.     |
| Michal Malák                | Bieg na 50 km        | 2:09:38,7 | 45.     |
| Ivan Bátory                 | Bieg na 50 km        | 2:10:32,2 | 47.     |
| Martin Bajčičák Ivan Bátory | Sztafeta sprinterska | 18:30,9   | 8.      |
| Martin Otčenáš              | Sprint               | 2:24,77   | 49.     |

Kobiety
| Zawodniczka       | Konkurencja   | czas    | Pozycja |
| ----------------- | ------------- | ------- | ------- |
| Alena Procházková | Bieg na 10 km | 30:13,6 | 28.     |
| Alena Procházková | Bieg łączony  | 47:45,2 | 46.     |
| Alena Procházková | Sprint        | 2:17,9  | 23.     |
| Katarína Garajová | Sprint        | 2:23,98 | 53.     |

### Bobsleje
Mężczyźni
| Osada | Zawodnicy                                                 | Konkurencja | Ślizg 1 | Ślizg 2 | Ślizg 3 | Ślizg 4                 | Łącznie | Pozycja |
| ----- | --------------------------------------------------------- | ----------- | ------- | ------- | ------- | ----------------------- | ------- | ------- |
| SVK-I | Milan Jagnešák Viktor Rájek                               | Dwójki      | 56,81   | 57,12   | 57,81   | Nie zakwalifikowali się | 2:51,74 | 25.     |
| SVK-I | Milan Jagnešák Viktor Rájek Andrej Benda Róbert Kresťanko | Czwórki     | 56,29   | 56,13   | 56,26   | 55,98                   | 3:44,66 | 20.     |

### Hokej na lodzie

#### Turniej mężczyzn
Reprezentacja mężczyzn
| - Ľuboš Bartečko - Peter Bondra - Peter Budaj - Zdeno Chára - Pavol Demitra - Marián Gáborík - Marcel Hossa - Marián Hossa - Milan Jurčina - Richard Kapuš - Karol Križan - Ján Lašák |  | - Ivan Majeský - Andrej Meszároš - Ronald Petrovický - Miroslav Šatan - Martin Štrbák - Jozef Stümpel - Radoslav Suchý - Tomáš Surový - Marek Svatoš - Ľubomír Višňovský - Richard Zedník |

Reprezentacja Słowacji brała udział w rozgrywkach grupy B turnieju olimpijskiego, w której zajęła 1. miejsce i awansowała do ćwierćfinału. W ćwierćfinale uległa reprezentacji Czech 1:3 i odpadła z turnieju. Ostatecznie reprezentacja Słowacji została sklasyfikowana na 5. miejscu.

#### Runda pierwsza
Grupa B
| Drużyna           | M | Mecze | Mecze | Mecze | Bramki | Bramki | Bramki | Pkt |
| Drużyna           | M | W     | R     | P     | +      | -      | +/-    | Pkt |
| ----------------- | - | ----- | ----- | ----- | ------ | ------ | ------ | --- |
| Słowacja          | 5 | 5     | 0     | 0     | 18     | 8      | +10    | 10  |
| Rosja             | 5 | 4     | 0     | 1     | 23     | 11     | +12    | 8   |
| Szwecja           | 5 | 3     | 0     | 2     | 15     | 12     | +3     | 6   |
| Stany Zjednoczone | 5 | 1     | 1     | 3     | 13     | 13     | 0      | 3   |
| Kazachstan        | 5 | 1     | 0     | 4     | 9      | 16     | -7     | 2   |
| Łotwa             | 5 | 0     | 1     | 4     | 11     | 29     | -18    | 1   |

Wyniki
| 15 lutego 2006 | Rosja | 3:5 | Słowacja | Torino Esposizioni |

| Godzina: 20:00 | Pawieł Daciuk 10:00 Aleksiej Kowalow 12:38 Aleksandr Owieczkin 30:03 | (2:1, 1:2, 0:2) | Pavol Demitra 09:07 Ľubomír Višňovský 25:51 Peter Bondra 33:05 Marián Gáborík 56:32 Marián Gáborík 59:31 | Widzów: 3800 Sędzia główny: Paul Devorski |

| 16 lutego 2006 | Słowacja | 6:3 | Łotwa | Torino Esposizioni |

| Godzina: 17:00 | Richard Zedník 05:23 Ronald Petrovický 05:43 Pavol Demitra 07:54 Marián Hossa 13:17 Zdeno Chára 33:49 Marián Hossa 49:04 | (4:1, 1:2, 1:0) | Sandis Ozoliņš 06:27 Mārtiņš Cipulis 20:54 Aleksandrs Ņiživijs 26:51 | Widzów: 2960 Sędzia główny: Danny Kurmann |

| 18 lutego 2006 | Słowacja | 2:1 | Stany Zjednoczone | Torinio Esposizioni |

| Godzina: 20:00 | Marián Hossa 34:20 Peter Bondra 41:48 | (0:0, 1:1, 1:0) | Brian Rolston 38:24 | Widzów: 4697 Sędzia główny: Dan Marouelli |

| 19 lutego 2006 | Słowacja | 2:1 | Kazachstan | Palasport Olimpico |

| Godzina: 16:00 | Peter Bondra 39:50 Marián Hossa 48:09 | (0:1, 1:0, 1:0) | Jewgienij Korieszkow 16:16 | Widzów: 9160 Sędzia główny: Danny Kurmann |

| 21 lutego 2006 | Szwecja | 0:3 | Słowacja | Toriono Esposizioni |

| Godzina: 20:00 |  | (0:1, 0:0, 0:2) | Peter Bondra 15:51 Marián Hossa 46:16 Radoslav Suchý 58:58 | Widzów: 4250 Sędzia główny: Timo Favorin |

#### Ćwierćfinał
| 22 lutego 2006 | Słowacja | 1:3 | Czechy | Palasport Olimpico |

| Godzina: 21:30 | Marián Gáborík 43:38 | (0:1, 0:1, 1:1) | Martin Ručinský 12:51 Milan Hejduk 28:41 Martin Straka 59:57 | Widzów: 6893 Sędzia główny: Don Van Massenhoven |

### Narciarstwo alpejskie
Mężczyźni
| Zawodnik          | Konkurencja         | Konkurencja         | Konkurencja | Konkurencja | Konkurencja       | Konkurencja       | Konkurencja   | Konkurencja   | Konkurencja       | Konkurencja       | Konkurencja      | Konkurencja      | Konkurencja | Konkurencja | Konkurencja | Konkurencja |
| Zawodnik          | Zjazd               | Zjazd               | Supergigant | Supergigant | Slalom gigant     | Slalom gigant     | Slalom gigant | Slalom gigant | Slalom specjalny  | Slalom specjalny  | Slalom specjalny | Slalom specjalny | Kombinacja  | Kombinacja  | Kombinacja  | Kombinacja  |
| Zawodnik          | Czas                | Pozycja             | Czas        | Pozycja     | Czas 1. przejazdu | Czas 2. przejazdu | Czas łączny   | Pozycje       | Czas 1. przejazdu | Czas 2. przejazdu | Czas łączny      | Pozycja          | Zjazd       | Slalom      | Łączny czas | Pozycja     |
| ----------------- | ------------------- | ------------------- | ----------- | ----------- | ----------------- | ----------------- | ------------- | ------------- | ----------------- | ----------------- | ---------------- | ---------------- | ----------- | ----------- | ----------- | ----------- |
| Jaroslav Babušiak | 1:57,45             | 45.                 | 1:35,41     | 40.         |                   |                   |               |               | 58,51             | 53,55             | 1:52,06          | 24.              | 1:43,32     | 1:37,46     | 3:20,78     | 27.         |
| Ivan Heimschild   | Nie ukończył zjazdu | Nie ukończył zjazdu | 1:36,58     | 46.         |                   |                   |               |               | 59,67             | 54,31             | 1:53,98          | 26.              | 1:43,12     | 1:35,29     | 3:18,41     | 25.         |

Kobiety
| Zawodniczka       | Konkurencja | Konkurencja | Konkurencja     | Konkurencja     | Konkurencja       | Konkurencja                  | Konkurencja                  | Konkurencja                  | Konkurencja                  | Konkurencja                  | Konkurencja                  | Konkurencja                  | Konkurencja                          | Konkurencja                          | Konkurencja                          | Konkurencja                          |
| Zawodniczka       | Zjazd       | Zjazd       | Supergigant     | Supergigant     | Slalom gigant     | Slalom gigant                | Slalom gigant                | Slalom gigant                | Slalom specjalny             | Slalom specjalny             | Slalom specjalny             | Slalom specjalny             | Kombinacja                           | Kombinacja                           | Kombinacja                           | Kombinacja                           |
| Zawodniczka       | Czas        | Pozycja     | Czas            | Pozycja         | Czas 1. przejazdu | Czas 2. przejazdu            | Czas łączny                  | Pozycja                      | Czas 1. przejazdu            | Czas 2. przejazdu            | Czas łączny                  | Pozycja                      | Zjazd                                | Slalom                               | Łączny czas                          | Pozycja                              |
| ----------------- | ----------- | ----------- | --------------- | --------------- | ----------------- | ---------------------------- | ---------------------------- | ---------------------------- | ---------------------------- | ---------------------------- | ---------------------------- | ---------------------------- | ------------------------------------ | ------------------------------------ | ------------------------------------ | ------------------------------------ |
| Soňa Maculová     | 2:03,63     | 35.         | 1:37,87         | 44.             | 1:05,77           | 1:12,84                      | 2:18,61                      | 29.                          | Nie ukończyła 1-go przejazdu | Nie ukończyła 1-go przejazdu | Nie ukończyła 1-go przejazdu | Nie ukończyła 1-go przejazdu | 1:34,09                              | 1:26,16                              | 3:00,25                              | 23.                                  |
| Jana Gantnerová   | 2:04,60     | 36.         | 1:38,40         | 48.             | 1:06,73           | Nie ukończyła 2-go przejazdu | Nie ukończyła 2-go przejazdu | Nie ukończyła 2-go przejazdu |                              |                              |                              |                              | Nie ukończyła 1-go przejazdu slalomu | Nie ukończyła 1-go przejazdu slalomu | Nie ukończyła 1-go przejazdu slalomu | Nie ukończyła 1-go przejazdu slalomu |
| Eva Hučková       | 2:05,32     | 37.         | Dyskwalifikacja | Dyskwalifikacja | 1:05,24           | 1:13,07                      | 2:18,31                      | 28.                          | Nie ukończyła 1-go przejazdu | Nie ukończyła 1-go przejazdu | Nie ukończyła 1-go przejazdu | Nie ukończyła 1-go przejazdu | Nie ukończyła 1-go przejazdu slalomu | Nie ukończyła 1-go przejazdu slalomu | Nie ukończyła 1-go przejazdu slalomu | Nie ukończyła 1-go przejazdu slalomu |
| Veronika Zuzulová |             |             |                 |                 |                   |                              |                              |                              | 44,53                        | 48,00                        | 1:32,53                      | 22.                          | 1:33,28                              | 1:23,35                              | 2:56,63                              | 15.                                  |

### Saneczkarstwo
Mężczyźni
| Zawodnik                 | Konkurencja | Ślizg 1 | Ślizg 2 | Ślizg 3  | Ślizg 4 | Łącznie  | Pozycja |
| ------------------------ | ----------- | ------- | ------- | -------- | ------- | -------- | ------- |
| Jozef Ninis              | Jedynki     | 52,769  | 52,517  | 52,525   | 52,386  | 3:30,197 | 22.     |
| Jaroslav Slávik          | Jedynki     | 52,786  | 52,066  | 1:13,877 | 52,156  | 3:50,885 | 33.     |
| Ľubomír Mick Walter Marx | Dwójki      | 48,412  | 47,857  |          |         | 1:36,269 | 13.     |

Kobiety
| Zawodniczka       | Konkurencja | Ślizg 1 | Ślizg 2 | Ślizg 3 | Ślizg 4 | Łącznie  | Pozycja |
| ----------------- | ----------- | ------- | ------- | ------- | ------- | -------- | ------- |
| Veronika Sabolová | Jedynki     | 49,680  | 48,226  | 48,095  | 48,060  | 3:14,061 | 19.     |
| Jana Šišajová     | Jedynki     | 48,860  | 50,267  | 48,479  | 49,387  | 3:16,993 | 22.     |

### Short track
Mężczyźni
| Zawodnik   | Konkurencja         | Kwalifikacje    | Kwalifikacje    | Ćwierćfinał     | Ćwierćfinał     | Półfinał           | Półfinał           | Finał              | Finał              |
| Zawodnik   | Konkurencja         | Czas            | Miejsce         | Czas            | Miejsce         | Czas               | Miejsce            | Czas               | Miejsce            |
| ---------- | ------------------- | --------------- | --------------- | --------------- | --------------- | ------------------ | ------------------ | ------------------ | ------------------ |
| Matúš Užák | Bieg na 500 metrów  | 44,525          | 4.              | Nie awansował   | Nie awansował   | Nie awansował      | Nie awansował      | Nie awansował      | 21.                |
| Matúš Užák | Bieg na 1000 metrów | 1:35,989        | 2.              | Dyskwalifikacja | Dyskwalifikacja | Nie sklasyfikowany | Nie sklasyfikowany | Nie sklasyfikowany | Nie sklasyfikowany |
| Matúš Užák | Bieg na 1500 metrów | Dyskwalifikacja | Dyskwalifikacja |                 |                 | Nie sklasyfikowany | Nie sklasyfikowany | Nie sklasyfikowany | Nie sklasyfikowany |

### Skoki narciarskie
Mężczyźni
| Konkurencja              | Skoczek      | Kwalifikacje | Kwalifikacje | Skok 1                    | Skok 1                    | Skok 2                    | Skok 2                    | Nota                      | Pozycja                   |
| Konkurencja              | Skoczek      | odległość    | Nota         | odległość                 | Nota                      | odległość                 | Nota                      | Nota                      | Pozycja                   |
| ------------------------ | ------------ | ------------ | ------------ | ------------------------- | ------------------------- | ------------------------- | ------------------------- | ------------------------- | ------------------------- |
| Skocznia normalna HS-106 | Martin Mesík | 88,5         | 97,5         | Nie awansował do konkursu | Nie awansował do konkursu | Nie awansował do konkursu | Nie awansował do konkursu | Nie awansował do konkursu | Nie awansował do konkursu |
| Skocznia duża K-140      | Martin Mesík | 101,5        | 67,7         | Nie awansował do konkursu | Nie awansował do konkursu | Nie awansował do konkursu | Nie awansował do konkursu | Nie awansował do konkursu | Nie awansował do konkursu |

### Snowboarding
Mężczyźni
| Zawodnik       | Konkurencja | Kwalifikacje | Kwalifikacje | 1/8 finału | 1/8 finału | Ćwierćfinał | Ćwierćfinał | Półfinał | Półfinał | Finał | Finał   |
| Zawodnik       | Konkurencja | Czas         | Miejsce      | Czas       | Miejsce    | Czas        | Miejsce     | Czas     | Miejsce  | Czas  | Miejsce |
| -------------- | ----------- | ------------ | ------------ | ---------- | ---------- | ----------- | ----------- | -------- | -------- | ----- | ------- |
| Radoslav Židek | Cross       | 1:21,19      | 9.           | -          | 1.         | -           | 1.          | -        | 1.       | -     | srebro  |

| Radoslav Židek | Slalom gigant równoległy | 1:16,51 | 27. | Nie awansował | Nie awansował | Nie awansował | Nie awansował | 27. |